# Roussay
Roussay är en kommun i departementet Maine-et-Loire i regionen Pays de la Loire i nordvästra Frankrike. Kommunen ligger i kantonen Montfaucon-Montigné som tillhör arrondissementet Cholet. År 2018 hade Roussay 1 248 invånare.

## Befolkningsutveckling
Antalet invånare i kommunen Roussay
| Referens: INSEE |